# Playa de Campoamor
La playa de Campoamor o playa de la Glea es una playa de arena del municipio de Orihuela, en la provincia de Alicante, cerca de la comunidad autónoma de Región de Murcia en España.
Esta playa limita al norte con la playa de Aguamarina y al sur con la playa de Barranco Rubio y tiene una longitud de 513 m, con una amplitud de 70 m.
Se sitúa en un entorno urbano, disponiendo de acceso por calle. Cuenta con paseo marítimo y parking delimitado. Dispone de acceso para discapacitados. Es una playa balizada, con zona balizada para la salida de embarcaciones.
- Esta playa cuenta con el distintivo de Bandera Azul desde 1988
- Esta playa cuenta con el distintivo de Q de calidad turística
- Esta playa cuenta con el distintivo de Qualitur